# Konkurrenzreliefs

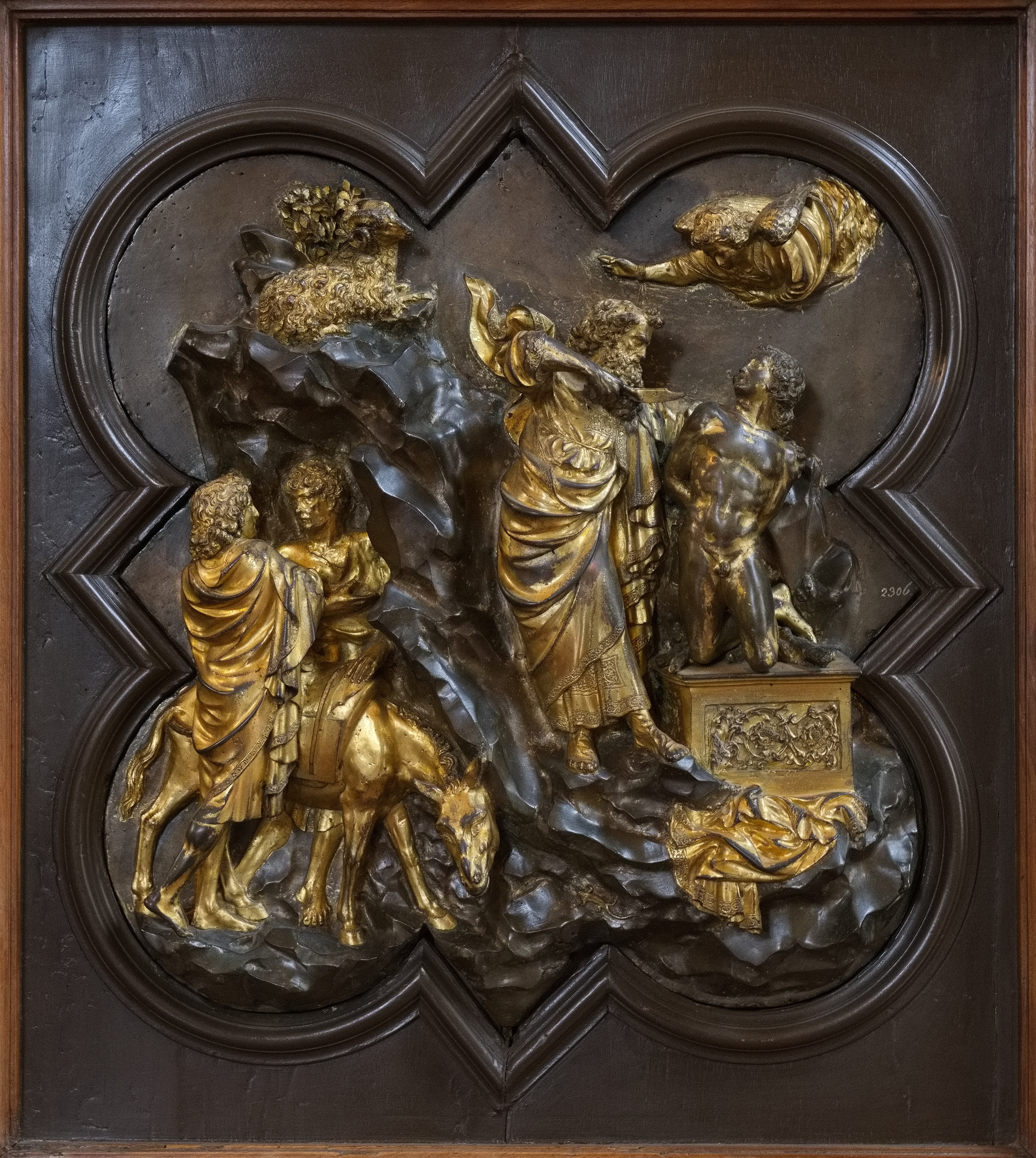
Isaaksopfer Lorenzo Ghibertis

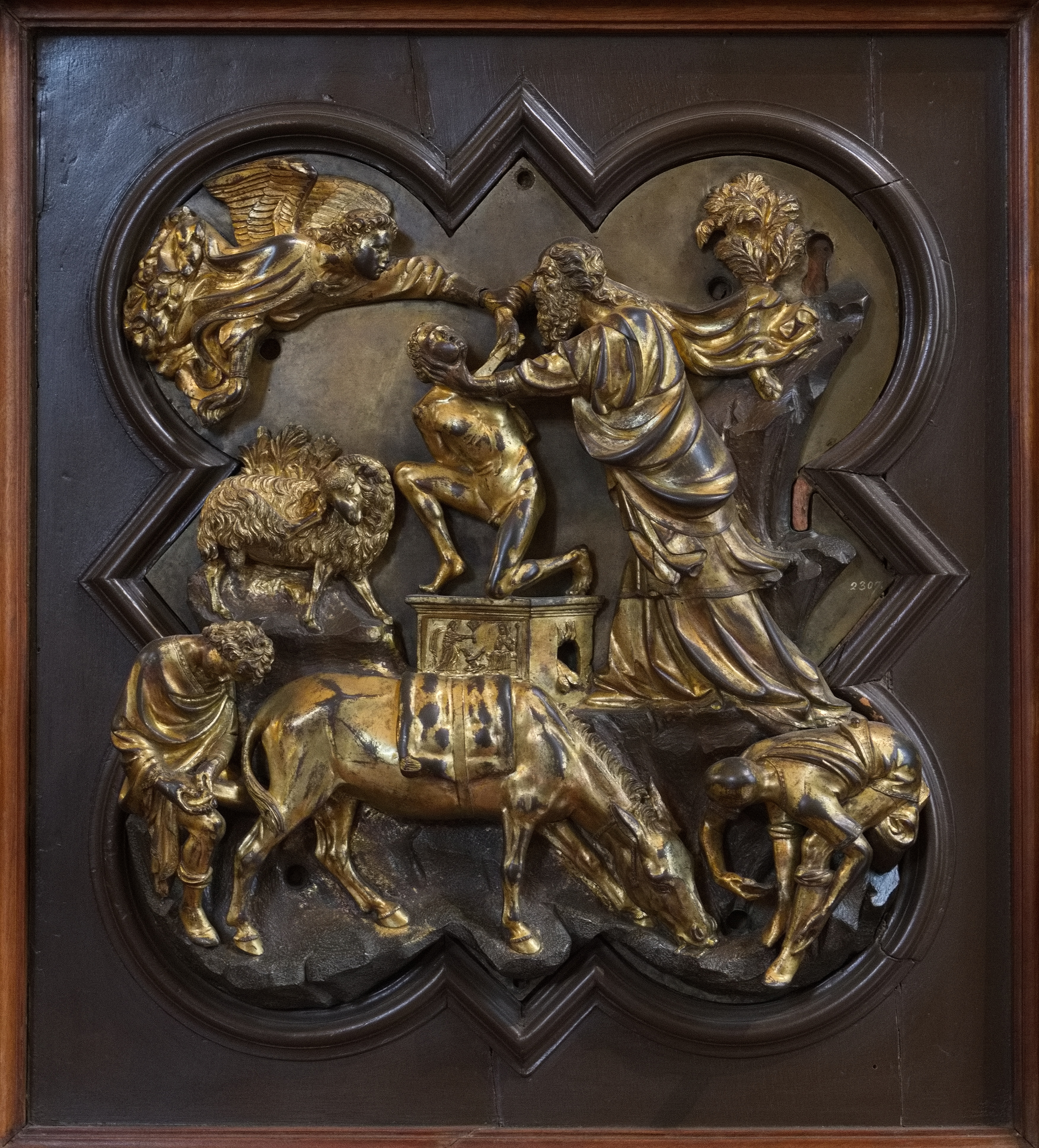
Isaaksopfer Filippo Brunelleschis

Die sogenannten Konkurrenzreliefs sind zwei bronzene Probestücke Lorenzo Ghibertis und Filippo Brunelleschis zum 1401 in Florenz ausgeschriebenen Wettbewerb um die Gestaltung des zweiten Bronzeportals des Baptisteriums der Kathedrale von Florenz. Ghiberti gewann nach Ansicht der Jury und erhielt den Auftrag für die Tür, an der er mehr als zwei Jahrzehnte arbeiten sollte. Beide Reliefs werden heute im Bargello aufbewahrt.

## Historischer Kontext
1401 schrieb die Arte di Calimala, die florentinische Zunft der Tuchhändler, den Auftrag für das Nachfolgewerk der ab 1330 von Andrea Pisano geschaffenen ersten Tür des Baptisteriums aus. Verlässliche Dokumente über den Wettbewerb existieren nicht, laut den Eigenaussagen Ghibertis und Antonio Manettis Biografie Brunelleschis bewarben sich neben den beiden damals nahezu unbekannten Bildhauern auch Jacopo della Quercia, Francesco di Valdambrino, Simone da Colle Val d’Elsa, Niccolò di Luca Spinelli sowie Niccolò di Piero Lamberti. Unklar ist, ob alle Künstler ausgewählt wurden, aus dem überlassenen Bronzematerial Probestücke zum vorgegebenen Thema der Opferung Isaaks anzufertigen. Erhalten haben sich nur die beiden Reliefs Ghibertis und Brunelleschis. Nachdem Ghiberti den Sieg errang, wurden beide Werke zunächst im Zunfthaus der Calimala aufbewahrt. Brunelleschis Relief kam vermutlich um 1430 in die von ihm entworfene Alten Sakristei von San Lorenzo, wo es den Altar schmückte. Erst 1792 gelangten die Werke separat in die Uffizien und von dort 1859 in den Bargello.

## Beschreibung
Während Größe (ca. 45 × 38 cm) und Format (ein Vierpass mit eingeschriebenem Quadrat) der beiden Reliefs nur unmerklich voneinander abweichen und die Zahl der Figuren (jeweils vier Menschen, ein Engel und zwei Tiere) identisch ist, unterscheidet sich Ghibertis Werk im deutlich geringeren Gewicht (18,5 gegenüber 25,5 Kilogramm), was auf eine technisch versiertere Ausführung schließen lässt: Richard Krautheimer errechnete, dass bei einem analogen Werkprozess Brunelleschis hypothetische Tür etwa 900 Kilo schwerer und für die Auftraggeber damit auch teurer geworden wäre.
Beide Bildlösungen beinhalten raffinierte Bezüge auf antike Formgestaltungen und berühmte Modelle, wobei sie bei Brunelleschi prominenter eingesetzt sind und vor allem in der Kopie des Dornausziehers als direktes Zitat erscheinen. Während er eine horizontale Gliederung anlegt, ist Ghibertis Vierpassrelief diagonal geteilt und die Dynamik durch Einzelmotive wie den erhobenen Arm Abrahams betont. Dennoch erscheint seine Komposition insgesamt ausgewogener und durch den Fluss der Landschaft in sich geschlossen, wogegen bei Brunelleschi die sorgfältig studierten Einzelelemente isoliert und nicht miteinander verbunden scheinen.

## Historische Bewertung
Obwohl Wettbewerbe im Spätmittelalter und in der Renaissance keine Seltenheit waren, gilt die Ausschreibung von 1401 als wichtiger Wendepunkt. Die aufgrund des Erhalts der Probestücke nachvollziehbaren unterschiedlichen stilistischen Lösungen, das Verhältnis zwischen künstlerischer Tradition und Bezügen zur gerade erst wiederzuentdeckenden Antike sowie die historiografische Einordnung durch frühe Autoren wie Manetti, Giorgio Vasari und auch Ghiberti selbst hat die beiden konkurrierenden Entwürfe zu einem Paradigma werden lassen, das im 20. Jahrhundert zu einem Klassiker kunsthistorischer Vergleichsübungen geworden ist. Ein weiterer Grund des Interesses an den beiden Konkurrenzreliefs dürfte im anwährenden Arbeitsverhältnis Ghibertis und Brunelleschis liegen, die zeitlebens als Dombaumeister einerseits miteinander kollaborierten, jedoch andererseits kontinuierlich um die Hierarchie auf der Baustelle rangen und bei folgenden Ausschreibungen wie dem Kuppelbau des Doms mehrfach wieder um ihre Vormachtstellung kämpfen sollten. In der Folge war es zumeist Brunelleschi, der bei den architektonischen Projekten die Oberhand behalten sollte.